# Microcebus berthae
Il microcebo di Madame Berthe (Microcebus berthae) è una specie di lemure endemica del Madagascar, dove la sua diffusione rimane circoscritta alla foresta di Kirindy nella parte occidentale dell'isola.
È una delle molte specie di lemuri malgasci originatesi da un vasto processo di speciazione le cui origini e cause non sono ancora pienamente comprese. Contende al microcebo pigmeo il titolo di lemure più piccolo (e quindi di primate più piccolo del mondo).

## Denominazione
La denominazione della specie, appartenente al genere Microcebus, è stata data in onore della ricercatrice Berthe Rakotosamimanana originaria del Madagascar, che è stata Segretaria Generale del Groupe d'Etudes et de Recherche des Primates (GERP) dalla fondazione fino alla sua morte avvenuta nel 2005.

## Descrizione
Le sue ridotte dimensioni (9,2 cm di lunghezza e un peso attorno ai 60 g) lo rendono il più piccolo dei lemuri e dei primati,
Fu scoperto nel 1992 nella foresta decidua di Kirindy, posta nella parte occidentale del Madagascar, e inizialmente fu considerato una riscoperta del Microcebo pigmeo, il più piccolo lemure fino ad allora conosciuto. Le analisi comparative e filogenetiche hanno però rivelato che si tratta di una nuova specie a cui quindi è stato assegnato il nome di M. berthae.
Il pelo è corto e folto: sul dorso presenta tonalità arancio carico, con una banda dorsale beige. I fianchi, le zampe e la coda sono biancastri: è presente uno strato di sottopelo nerastro o grigiastro.
Attorno agli occhi è presente un sottile anello di pelo nero che continua sui due lati del muso fino al naso.